# Die Q ist ein Tier
Die Q ist ein Tier (englischer/internationaler Titel: The All Is One) ist eine deutsche philosophisch politische Gesellschaftssatire aus dem Jahr 2023 und behandelt die Frage, warum Menschen noch immer Fleisch essen.
Der Spielfilm von Regisseur Tobias Schönenberg und Drehbuchautorin Hilal Sezgin wurde nach einer Idee von Tobby Holzinger im Rahmen der Weiterbildung für Schauspieler „Für den Film“, mit 53 Schauspielern und dem Anspruch, für alle gleichwertig große Rollen zu kreieren, zum Teil mit den für die Weiterbildung zur Verfügung gestellten Fördermitteln der Agentur für Arbeit von der Tobby Holzinger Filmproduktion GmbH realisiert.
Eventuelle Gewinne, die aus der Vermarktung des Films erzielt werden könnten, werden ausschließlich für gemeinnützige Zwecke verwendet. Ein Sequel mit dem Titel Die Q ist noch immer ein Tier ist bereits in Planung.
Die Deutschlandpremiere hatte der Film im Mai 2023 auf dem 20. Neiße Filmfestival. Er erhielt von der Deutschen Film- und Medienbewertung (FBW) das Prädikat „wertvoll“.
Kinostart war der 16. Mai 2024. Seitdem läuft der Film in ausgewählten Kinos.
Als Stream ist der Film seit dem 14. Mai 2025 via Filmfriend verfügbar.

## Inhalt
In einer Nacht-und-Nebel-Aktion werden dem Schlachthof-Betreiber Werner Haas Schlachtabfälle in seinen Vorgarten gekippt. Wutschnaubend erstattet er Anzeige gegen Unbekannt und löst damit eine Polizeiuntersuchung aus, bei der verschiedene Dorfbewohner und Tierwohl-Aktivisten ins Visier geraten. Die Polizei ermittelt, während eine engagierte Volontärin der Lokalzeitung auf Ungereimtheiten bei der Erweiterung des Schlachtbetriebs stößt.

## Statement des Regisseurs
„Das deutsche Tierschutzgesetz wurde 2022 fünfzig Jahre alt. Es besagt, dass Wirbeltiere nur aus einem ‚vernünftigen Grund‘ getötet werden dürfen. Ich denke, allein das bietet sehr viel Raum für heiße Diskussionen. Wir haben in diesem Film auf den visuellen Horror der Schlachthäuser verzichtet und uns stattdessen für ein satirisch-unterhaltsames wortgewaltiges Menschen-Ensemble entschieden. Ich hoffe, dass die vielen unterschiedlichen Stimmen in diesem Film zum Streiten anregen.“

## Musik
Der Score wurde für den bereits fertig geschnittenen Film von hackedepicciotto (Alexander Hacke und Danielle de Picciotto) komponiert und aufgenommen.
Es handelt sich dabei um ein einziges Musikstück, das ohne Unterbrechung den gesamten Film begleitet. Auch der Abspannsong stammt von hackedepicciotto. Er greift erneut das Thema des Scores auf.

## Auszeichnungen
Der von Tobby Holzinger initiierte Kino-Spielfilm wurde auf Filmfestivals weltweit mit zahlreichen Nominierungen und Preisen geehrt. Regisseur Tobias Schönenberg erhielt außerdem vom Mokkho International Film Festival (Indien) eine Auszeichnung als „Best Director“ und Schauspieler Martin Timmy Haberger vom Toronto Beaches Film Festival (Kanada) eine Auszeichnung als „Best Actor“.
Nominierungen 2023 (Auswahl)
- Best Feature Film – New Delhi Film Festival (Indien)[14]
- Publikumspreis – Neiße Filmfestival (Deutschland)[15]
- Oscow – Mostra Animal (Intern. Film Festival for the Animals) (Brasilien)[16]
- Publikumspreis – Too Drunk To Watch – Punkfilmfest Berlin (Deutschland)[17]
- Natural Hope · Fiction Film Award – China International Green Film Week (China)[18]

Preise 2023/2024/2025 (Auswahl)
- Award of Excellence – Nature Without Borders Int. Film Festival (USA)[19]
- Domingo Award – Fauna Tepoztlán Animal Festival (Mexiko)[20]
- Finalist – International Animal Future Film Festival (England)[21]
- Best Feature Film – Toronto Beaches Film Festival (Kanada)[22]
- Best Feature Film – Berlin Indie Film Festival (Deutschland)[23]
- Best Feature Film – Kiez Berlin Film Festival (Deutschland)[24]
- Social Impact Award – A Show For A Change Film Festival (USA)[25]
- Audience Award – Intern. Environmental Film Festival of Patagonia (Argentinien)[26]
- Prix du film long mordant – Silence, ça touille ! (Frankreich)[27]
- Sunrise Trophy – Better World Filmfestival (Deutschland)[28]
- Best Animal Feature Film – Festival Internacional de Cine Animal y Ambienta (Mexiko)[29]
- Best Film on Animal: Winner Audience Award – My Name is Climate Film Festival (England)[30]
- Bester deutschsprachiger Film - Sonderpreis der GfdS – Natourale Festival (Deutschland)
- Best Controversy – fliXfest Film Festival (USA)
- Best International Vegan Film – IISFF & The Writer´s Journey (Türkei)

## Kritik
„Schön, dass es jetzt einen so intelligenten Film zum Thema gibt, der weder weichspült noch schockiert.“

„Großartiges Drehbuch im Zack-zack-zack-Modus.“

Die Filmbewertungsstelle Wiesbaden bezeichnete den Film als satirischen Spielfilm „der sich auf trockenhumorige Weise mit einem hochaktuellen Thema auseinandersetzt. (…) Zum Thema Fleischessen hat fast jeder Mensch eine Meinung. Diese Perspektive adaptiert der Film auf konsequente Weise, indem er eine Vielzahl von Protagonisten in einer kammerspielähnlichen Verhörsituation filmt. Dabei entstehen viele absurde, unterhaltsame, komische und auch ernste Momente. Als zweiten Handlungsstrang begleitet der Film die Volontärin Emily bei ihren Gesprächen mit der Lokalpolitik. Und hier treten die ganze Hilflosigkeit und auch Verlogenheit des Systems nach vorne, die uns vor Augen halten, wie Profit und Habgier an die Stelle treten, wo eigentlich gesunder Menschenverstand und Empathie herrschen müssten. (…) Ohne explizit ein Experimentalfilm zu sein, funktioniert Die Q ist ein Tier als filmisches Experiment, als Spiegel für das Publikum, das sich mit einem bunten Strauß an Meinungen auseinandersetzen und dabei seine eigene Haltung reflektieren kann.“

„Tja, werdet Ihr denken, schon 1000x gesehen, das Thema Fleisch spaltet – kein Bock mehr drauf? Ich verspreche, so habt Ihr die Auseinandersetzung noch nie gesehen!“

Felicitas Kleiner (Filmdienst.de) urteilte, der Krimi-Plot „dient nur als Aufhänger und Rahmen für eine über die Dialoge vermittelte Ensemble-Satire rund um Lust und Frust am Essen von Tieren, die deutsche Fleischwirtschaft und unterschiedliche Haltungen dazu. Dabei verlässt sich die Inszenierung auf ein pointiertes Drehbuch und ein vortrefflich aufspielendes Ensemble – ein ebenso vergnügliches wie zum Nachdenken anregendes Diskurs-Gemetzel rund ums Reizthema Fleischkonsum.“

„Das Drehbuch der Journalistin und Tierrechte-Aktivistin Hilal Sezgin ist viel schlauer, als es 50 Menschen hätten sein können, die man für einen Dokumentarfilm befragt hätte. In den Aussagen stecken jahrelange Recherche und ein profundes Wissen über beide Seiten des großen Fleischgrabens, in dem sich metaphorisch das ansammelt, was die Industrie noch übrig lässt. Das erbärmliche Quieken der Schweine und das hilflose Geschrei der Kälber. Und das hört man, obwohl im Film nur darüber gesprochen wird. Es gibt keine Bilder von toten Tieren, von Schlachthaus-Batterien, gehäuteten Kadavern oder Schweinen mit gebrochenen Beinen. Es reicht, all das zu erwähnen, und die Bilder entstehen im Kopf und bleiben. Daran ändern auch die blumigen Fantasten, die die Aura retten wollen, oder knallharte Antikapitalisten nichts, die ebenso zu Wort kommen wie Menschen, die Salami einfach lecker finden.“

Filmkritiker Rüdiger Suchsland sah in dem Film „eine Satire und Farce aus dem Tierschützermilieu mit tieferer Bedeutung, die wichtige Fragen stellt“ und stellte fest „Dieser Film bietet eine bemerkenswerte und schlüssige Mischung aus gelassener Satire und politischem Aktivismus.“

„Dieser Film dreht sich auch darum, dass jede noch so kleine Bewegung und Aussage einen großen Umbruch auslösen kann. Darum ist ‚Die Q ist ein Tier‘ vor allem ein Plädoyer für das Engagement eines jeden Einzelnen. Was muss man tun und was darf man nicht tun, wenn man seinen Teil zu einer gerechteren Welt beitragen will? Doch auch auf ästhetischer Ebene berührt der Film wichtige Punkte filmkünstlerischen Schaffens: Welche Möglichkeiten haben unabhängige Filme in Deutschland, um gesehen zu werden? Wieviel und welche Formen von Aktivismus sind möglich? Wieviel ungewöhnliche Filmsprache ist erlaubt?“

Björn Schneider (Programmkino.de) stellte fest: „Die Q ist ein Tier ist vergnüglich, geistreich und in seiner Reduktion sowie inszenatorischen Schlichtheit erstaunlich.“

„Ein vielseitiger Blick auf die Debatte um Ernährung und ihre Produktionsabläufe zwischen Profitstreben und fleischfreiem Kantinentag, Bolzenschussgerät und Biolandwirtschaft, Kriminalisierung von Protest und der Verquickung wirtschaftlicher und politischer Interessen.“

„Mich persönlich hinterließ der Film mit dem seltsam wohltuenden Gefühl, geordneter auf die Landschaft an Meinungen und Argumenten blicken zu können, die das Thema Veganismus und Fleischkonsum umgibt.“

Stefanie Borowsky (Kino-Zeit) erkannte: „Der Film fordert jede/n einzelne/n zum Mitdenken und Reflektieren des Status quo auf: Versagen wir beim Thema Fleischkonsum kollektiv?“. Sie beschrieb den Film außerdem als „mutige Mischung aus klamaukigem Provinzkrimi und sprachgewaltiger ethisch-philosophischer Gesellschaftskritik“ und fügte in ihrer Filmkritik vom 16. Mai 2024 hinzu: „Die Q ist ein Tier ist ein engagiertes Filmprojekt, das Diskussionen anstoßen soll und wird. Trotz der vielen unterschiedlichen Meinungen, die Tobias Schönenberg gleichwertig nebeneinanderstellt, macht er seine Haltung deutlich: Im Abspann zitiert er zwei Paragraphen aus dem über 50 Jahre alten Tierschutzgesetz, mit denen er daran erinnert, dass der Mensch Verantwortung für das Mitgeschöpf Tier trägt, es schützen muss und nur aus einem „vernünftigen Grund“ töten darf. Die Frage, ob Fleischkonsum ein „vernünftiger Grund“ ist, ein Lebewesen zu töten, und Massenschlachtbetriebe wie der von Werner Haas weiterhin bestehen sollten, können sich die Zuschauer/innen nach dem Kinobesuch selbst beantworten.“

„a vegan murder mystery“

## Filmfestivals
Nach der Weltpremiere in Mexiko 2023 wurde der Film von Filmfestivals in Argentinien, Brasilien, China, Deutschland, Ecuador, England, Finnland, Frankreich, Indien, Indonesien, Kanada, Malaysia, Neuseeland, Österreich, Polen, der Schweiz, der Türkei, den USA und Venezuela gezeigt.
- Fauna Tepoztlán Animal Festival 2023 (Tepoztlán, Mexiko) – Weltpremiere & Eröffnungsfilm
- Nature Without Borders Int. Film Festival 2023 (USA)
- NDFF – New Delhi Film Festival 2023 (New Delhi, Indien)
- World Vegan Film Festival Asia 2023 (Jakarta, Indonesien)
- NFF – Neisse Filmfestival 2023 (Großhennersdorf, Deutschland) – Deutschlandpremiere
- Vision Feast Film Festival 2023 (Auckland, Neuseeland)
- Vegan Çiftlik – The Vegan Farm Film Festival 2023 (Izmir, Türkei) – Eröffnungsfilm
- TBFF – Toronto Beaches Film Festival 2023 (Toronto, Kanada)
- ECOador Festival Internacional de Cine Ambiental 2023 (Quito, Ecuador)
- IAFFF – International Animal Future Film Festival 2023 (London, England)
- Mostra Animal (Intern. Film Festival for the Animals) 2023 (Curitiba, Brasilien)
- Berlin Indie Film Festival 2023 (Berlin, Deutschland)
- Kiez Berlin Film Festival 2023 (Berlin, Deutschland)
- A Show For A Change Film Festival 2023 (Santa Monica, USA)
- MIFF – Mokkho International Film Festival 2023 (Puducherry, Indien)
- JFF – Jagran Film Festival 2023 (Delhi, Gurgaon, Kanpur, Lucknow, Prayagraj, Varanasi, Bareilly, Dehradun, Hisar, Ludhiana, Patna, Ranchi, Siliguri, Gorakhpur, Raipur, Indore, Darbhanga, Mumbai – Indien)
- PEFF – Intern. Environmental Film Festival of Patagonia 2023 (Puerto Madryn, Argentinien)
- Too Drunk To Watch – Punkfilmfest Berlin 2023 (Berlin, Deutschland)
- Silence, ça touille ! (Movie and Food Festival) 2023 (Locronan, Frankreich)
- Better World Filmfestival 2023 (München, Deutschland)
- China International Green Film Week 2023 (Beijing, China)
- INFF – Innsbruck Nature Film Festival 2023 (Innsbruck, Österreich) – Abschlussfilm
- Courage Film Festival 2023 (Berlin, Deutschland)
- HEFFI – Helsinki Education Film Festival International 2023 (Helsinki, Finnland)
- Kids First! Film Festival 2023 (Santa Fe, USA)
- IVFF – The International Vegan Film Festival 2023 (Toronto, Kanada)
- this human world – International Human Rights Film Festival 2023 (Wien, Österreich)
- FICCA – Festival Internacional de Cine Animal y Ambiental 2023 (Mexiko-Stadt, Mexiko)
- DFF – Dumbo Film Festival 2023 (New York, USA)

- Snowdance Independent Film Festival 2024 (Essen, Deutschland)
- Findecoin – Independent International Short & Feature Film Festival "The day is short" 2024 (Anzoátegui, Venezuela)
- Festival du Film Vert (Green Film Festival) 2024 (viele Städte in der Schweiz und in Frankreich)
- Filmfest Schleswig-Holstein 2024 (Kiel, Deutschland)
- IDIF – The Independent Days International Filmfestival 2024 (Karlsruhe, Deutschland)
- My Name is Climate Film Festival 2024 (Birmingham, England)
- BNP Paribas Green Film Festival 2024 (Krakau, Polen)
- Festival Internacional de Cinema Socioambiental 2024 (Rio de Janeiro, Brasilien)
- NATOURALE – Nature & Travel Festival 2024 (Wiesbaden, Deutschland)
- fliXfest Film Festival 2024 (New Jersey, USA)

- Ökofilmtour 2025 (tour durch ganz Brandenburg, Deutschland - ca. 60 Orte in ca. 70 Spielstätten)
- Kuala Lumpur International Film Academy Awards 2025 (Kuala Lumpur, Malaysia)
- IISFF & The Writer´s Journey 2025 (Istanbul, Türkei)

## Einzelbelege
1. ↑   Freigabebescheinigung für Die Q ist ein Tier. Freiwillige Selbstkontrolle der Filmwirtschaft (PDF; Prüfnummer: 214401/K).
2. ↑  Die Q ist ein Tier. imdb.com, abgerufen am 10. Februar 2024.
3. ↑  Die Q ist ein Tier. In: dqiet.de. Abgerufen am 10. Februar 2024.
4. ↑  Die Q ist ein Tier. Drop-Out Cinema, abgerufen am 25. April 2024.
5. ↑  Die Q ist ein Tier. Neiße Filmfestival, abgerufen am 21. Juni 2023.
6. ↑  Die Q ist ein Tier. Deutsche Film- und Medienbewertung (FBW), abgerufen am 21. Juni 2023.
7. ↑  Die Q ist ein Tier. Drop-Out Cinema, abgerufen am 24. Februar 2024.
8. ↑  Die Q ist ein Tier online schauen. Filmfriend, abgerufen am 14. Mai 2025.
9. ↑  Die Q ist ein Tier. Drop-Out Cinema, abgerufen am 30. Januar 2024.
10. ↑  Tierschutzgesetz. In: gesetze-im-internet.de. Abgerufen am 30. Januar 2024.
11. ↑  Die Q ist ein Tier. In: dqiet.de. Abgerufen am 28. Juni 2023.
12. ↑  Best Director: Tobias Schönenberg. Mokkho International Film Festival (Indien), abgerufen am 10. Februar 2024.
13. ↑  Best Actor: Martin Timmy Haberger. Toronto Beaches Film Festival (Kanada), abgerufen am 10. Februar 2024.
14. ↑  Best Feature Film (Nominierung). (PDF) New Delhi Film Festival (Indien), abgerufen am 10. Februar 2024.
15. ↑  Publikumspreis (Nominierung). Neiße Filmfestival (Deutschland), abgerufen am 10. Februar 2024.
16. ↑  Oscow (Nominierung). Mostra Animal (Intern. Film Festival for the Animals), abgerufen am 10. Februar 2024.
17. ↑  Publikumspreis (Nominierung). Too Drunk To Watch – Punkfilmfest Berlin (Deutschland), abgerufen am 10. Februar 2024.
18. ↑  Natural Hope · Fiction Film Award (Nominierung). China International Green Film Week (China), abgerufen am 10. Februar 2024.
19. ↑  Award of Excellence. Nature Without Borders Int. Film Festival, abgerufen am 10. Februar 2024.
20. ↑  Domingo Award. Fauna Tepoztlán Animal Festival (Mexiko), abgerufen am 10. Februar 2024.
21. ↑  Finalist. International Animal Future Film Festival (England), abgerufen am 10. Februar 2024.
22. ↑  Best Feature Film. Toronto Beaches Film Festival (Kanada), abgerufen am 10. Februar 2024.
23. ↑  Best Feature Film. Berlin Indie Film Festival (Deutschland), abgerufen am 10. Februar 2024.
24. ↑  Best Feature Film. Kiez Berlin Film Festival (Deutschland), abgerufen am 10. Februar 2024.
25. ↑  Social Impact Award. A Show For A Change Film Festival (USA), abgerufen am 10. Februar 2024.
26. ↑  Audience Award. Intern. Environmental Film Festival of Patagonia (Argentinien), abgerufen am 10. Februar 2024.
27. ↑  Prix du film long mordant. Silence, ça touille ! (Frankreich), abgerufen am 10. Februar 2024.
28. ↑  Sunrise Trophy. Better World Filmfestival (Deutschland), abgerufen am 10. Februar 2024.
29. ↑  Best Animal Feature Film. Festival Internacional de Cine Animal y Ambienta (Mexiko), abgerufen am 10. Februar 2024.
30. ↑  Best Film on Animal. My Name is Climate Film Festival (England), abgerufen am 27. Mai 2024 (englisch).
31. ↑  Pressematerial – Die Q ist ein Tier. Abgerufen am 4. April 2023.
32. ↑  Die Q ist ein Tier… die s ich nicht! Abgerufen am 14. Mai 2024.
33. ↑  Die Q ist ein Tier. Deutsche Film- und Medienbewertung, abgerufen am 17. April 2024.
34. ↑  Pressematerial – Die Q ist ein Tier. Abgerufen am 17. April 2023.
35. ↑  Die Q ist ein Tier. In: Lexikon des internationalen Films. Filmdienst, abgerufen am 21. Juni 2023.
36. ↑  Filmkritik epd Film – Die Q ist ein Tier. Abgerufen am 26. April 2024.
37. ↑  Pressematerial – Die Q ist ein Tier. Abgerufen am 21. Juni 2023.
38. ↑  Filmkritik: Die Q ist ein Tier. Programmkino.de, abgerufen am 23. April 2024.
39. ↑  „Der eine Sohn übernimmt das Schlachthaus, der andere geht in die Politik“. Abgerufen am 1. Dezember 2024.
40. ↑  Eine Filmbesprechnung auf Vegan News. Abgerufen am 14. Mai 2024.
41. ↑  Filmkritik: Die Q ist ein Tier. Kino-Zeit, abgerufen am 16. Mai 2024.
42. ↑  TBFF – Toronto Beaches Film Festival 2023. Abgerufen am 22. Juni 2023 (englisch).
43. ↑  Die Q ist ein Tier. Fauna Tepoztlán Animal Festival, abgerufen am 21. Juni 2023.
44. ↑  Die Q ist ein Tier. Filmeintrag auf Crew United, abgerufen am 30. Januar 2024.